# Slavoljub Penkala
Slavoljub Penkala, hrvaški kemijski inženir in izumitelj poljsko–nizozemskega rodu, * 20. april 1871, Liptovský Mikuláš, Avstro-Ogrska (danes Slovaška), † 5. februar 1922, Zagreb.

## Življenjepis
Študiral je kemijo na univerzah na Dunaju in v Dresdnu. Penkala je govoril, bral in pisal nemško, slovaško, poljsko, madžarsko, uporabljal pa je tudi francoščino.
Med študijem je obiskoval ure violine, kjer je spoznal bodočo ženo, pianistko Emilio Stoffregen, s katero sta imela štiri otroke. Po poroki si je za družinsko rezidenco izbral Zagreb, kjer je dobil službo kraljevega tehničnega kontrolorja.

## Penkalovi izumi in patenti
Njegov opus obsega okoli 80 izumov s področja mehanike, kemije, fizike, letalstva idr.. Že leta 1903 je v Budimpešti in na Dunaju patentiral termofor. Hkrati se je ukvarjal z izumi tehničnega svinčnika in nalivnega peresa. Prvi tehnični svinčnik na svetu je bil patentiran 24 januarja 1906. Že leta 1907 je patentiral prvo nalivno pero na svetu s suhim črnilom. Patenti so bili prijavljeni v več kot 35 državah po vsem svetu. Leta 1908 je začel ulivati prve gramofonske plošče, le leto kasneje pa je kot prvi na Hrvaškem začel snemati glasove operetnih in opernih pevcev na gramofonske plošče Edison-Bell-Penkala (današnja Croatia Records).